# Kasteel Het Vurstje

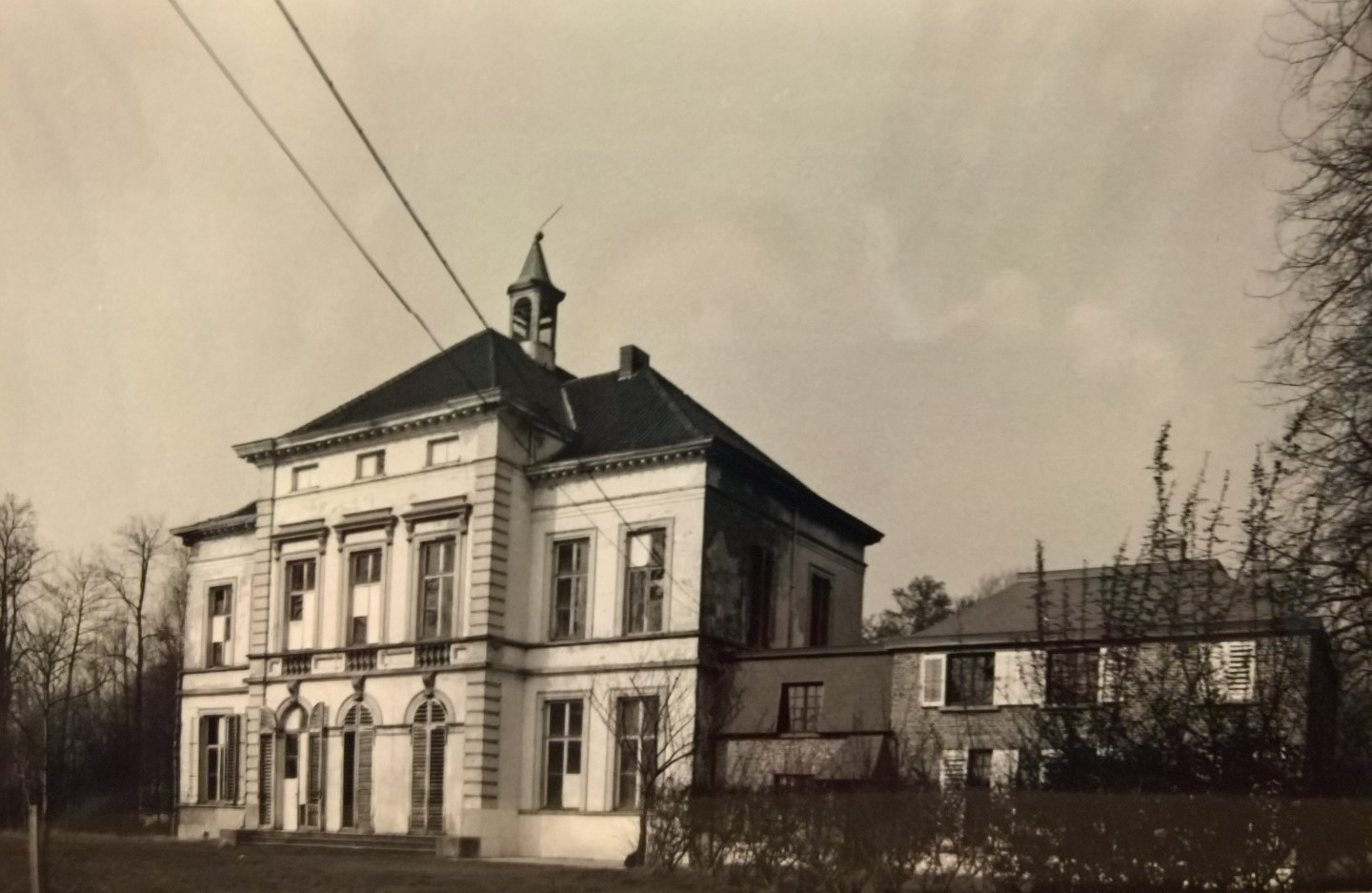
Kasteel Het Vurstje

Kasteel Het Vurstje is een kasteel in de Oost-Vlaamse plaats Evergem, gelegen aan Vurstjen 4.

## Geschiedenis
In 1803 was er sprake van een buitenplaats op deze locatie. Het buitenverblijf was aanvankelijk eigendom van de Gentse advokaat De Brabandere, die het omstreeks 1850 liet slopen en het huidige kasteeltje liet bouwen.
Het is gebouwd in neoclassicistische stijl en het is gelegen in een park in landschapsstijl met een in grillige vormen uitgevoerde vijver.
Later ging het over in handen van de familie de Potter d'Indoye.

## Gebouw
Het gebouw omvat een salon waarin stucwerk te vinden is met allegorische voorstellingen van kunsten, landbouw en wetenschappen. In de tuin bevindt zich een ijskelder met daarboven een tuinhuis.